# HD 90362
HR 90362 eller HD 4092, är en ensam stjärna i den mellersta delen av stjärnbilden Sextanten. Den har en skenbar magnitud av ca 5,56 och är svagt synlig för blotta ögat där ljusföroreningar ej förekommer. Baserat på parallax enligt Gaia Data Release 3 på ca 7,13 mas, beräknas den befinna sig på ett avstånd på ca 460 ljusår (140 parsek) från solen. Den rör sig bort från solen med en heliocentrisk radialhastighet på ca 36 km/s. På stjärnans aktuella distans försvagas dess ljusstyrka av interstellär fördunkling med 0,19 magnitud.

## Observation
Stjärnans variation upptäcktes först 1997 av Hipparcosuppdraget. Den observerade variationer i skenbar magnitud mellan  5,69 och 5,72 i Hipparcos passband. År 2004 hade dess variation inte bekräftats. HD 90362 har en optisk följeslagare separerad med 142,6 bågsekunder vid en positionsvinkel på 100° år 2010. Den observerades först av M. Scaria 1981.

## Egenskaper
HR 90362 är en orange till röd jättestjärna på den asymptotiska jättegrenen av spektralklass K6 III Fe –0,5. Den är en gammal population II-stjärna som har förbrukat förrådet av väte i dess kärna och lämnat huvudserien och har ett svagt spektralt underskott av järn. Den genererar energi genom kärnfusion av väte- och helium i skal runt en inert kolkärna.
Den har en massa som är ca 0,44 solmassa, en radie på ca 41 solradier och utsänder från dess fotosfär energi motsvarande ca 252 gånger solen vid en effektiv temperatur av ca 3 800 K. HD 90362 har metallunderskott med en järnhalt på [Fe/H] = -0,1 eller 79,4 procent av solens och roterar långsamt med en projicerad rotationshastighet på cirka 1,5 km/s.